# Woodstock 2
Woodstock 2 (o woodstock two come scritto in copertina) è il secondo album dal vivo ricavato dal celebre concerto del Festival di Woodstock del 1969. L'album venne originariamente pubblicato nel 1971 dall'Atlantic Records.

## Il disco
Il doppio LP contiene esibizioni di vari artisti che non erano state incluse per motivi di spazio nel primo album inerente alla manifestazione, Woodstock: Music from the Original Soundtrack and More.

## Tracce
1. Jam Back at the House – 7:28
2. Izabella – 5:04
3. Get My Heart Back Together – 8:02
  - Tracce 1–3 eseguite da Jimi Hendrix.
4. Won't You Try/Saturday Afternoon – 5:54
5. Eskimo Blue Day – 6:22
  - Tracce 4–5 eseguite dai Jefferson Airplane.
6. Everything's Gonna Be All Right – 8:36
  - Eseguita dalla The Butterfield Blues Band.
7. Sweet Sir Galahad – 3:58
  - Eseguita da Joan Baez.
8. Guinnevere – 5:20
9. 4+20 – 2:23
10. Marrakesh Express – 2:32
  - Tracce 8–10 eseguite da Crosby, Stills, Nash & Young.
11. My Beautiful People – 3:45
12. Birthday of the Sun – 3:21
  - Tracce 11–12 eseguite da Melanie.
13. Blood of the Sun – 3:35
14. Theme for an Imaginary Western – 5:03
  - Tracce 13–14 eseguite dai Mountain.[1]
15. Woodstock Boogie – 12:55
  - Eseguita dai Canned Heat.
16. Let the Sunshine In – 0:50
  - Eseguita spontaneamente dal pubblico durante il temporale, dopo l'esibizione di Joe Cocker.